# Tuzoia retifera
Tuzoia retifera ist eine ausgestorbene Art aus der Gattung Tuzoia mit unsicherer Stellung innerhalb der Gliederfüßer (Arthropoda).

## Merkmale
Tuzoia retifera hatte einen eiförmigen Umriss (Verhältnis Länge zu Höhe etwa 1,45) und eine Panzerlänge von 20 bis 120 mm. Der obere Rand war gerade bis leicht konvex und hatte keine Stacheln oder Dornen. Das vordere Rostrum war breit angelegt, sehr kurz, nicht spitz und leicht nach unten gerichtet. Die Sehkerbe war gut ausgebildet. Das hintere Rostrum war sehr klein und stumpf. Ein mittig und ein zur Bauchseite hin gelegener Stachel am hinteren Rand war vorhanden, beide jedoch sehr klein. Teilweise befand sich dazwischen noch ein weiterer kleiner Dorn. Die netzartige Struktur der Oberfläche war gleichmäßig und dicht und sehr engmaschig am vorderen, oberen und hinteren Rand.

## Fundorte
Die Art wurde mehrfach im Burgess-Schiefer in den kanadischen Rocky Mountains gefunden.

## Systematik
Die Art wurde 1912 von Charles Walcott erstbeschrieben und ist die Typusart der Gattung Tuzoia. Chlupáč & Kordule 2002 sehen Tuzoia burgessensis und Tuzoia canadensis als identisch mit Tuzoia retifera an.